# Смолярик савановий
Смоля́рик савановий (Myrmecocichla collaris) — вид горобцеподібних птахів родини мухоловкових (Muscicapidae). Мешкає в Східній Африці. Раніше вважався підвидом білоголового смолярика, однак був визнаний окремим видом.

## Поширення і екологія
Саванові смолярики мешкають в західній Танзанії, східній Руанді, Бурунді і північній Замбії. Вони живуть в саванах та на луках.